# طبعات قطرات المطر

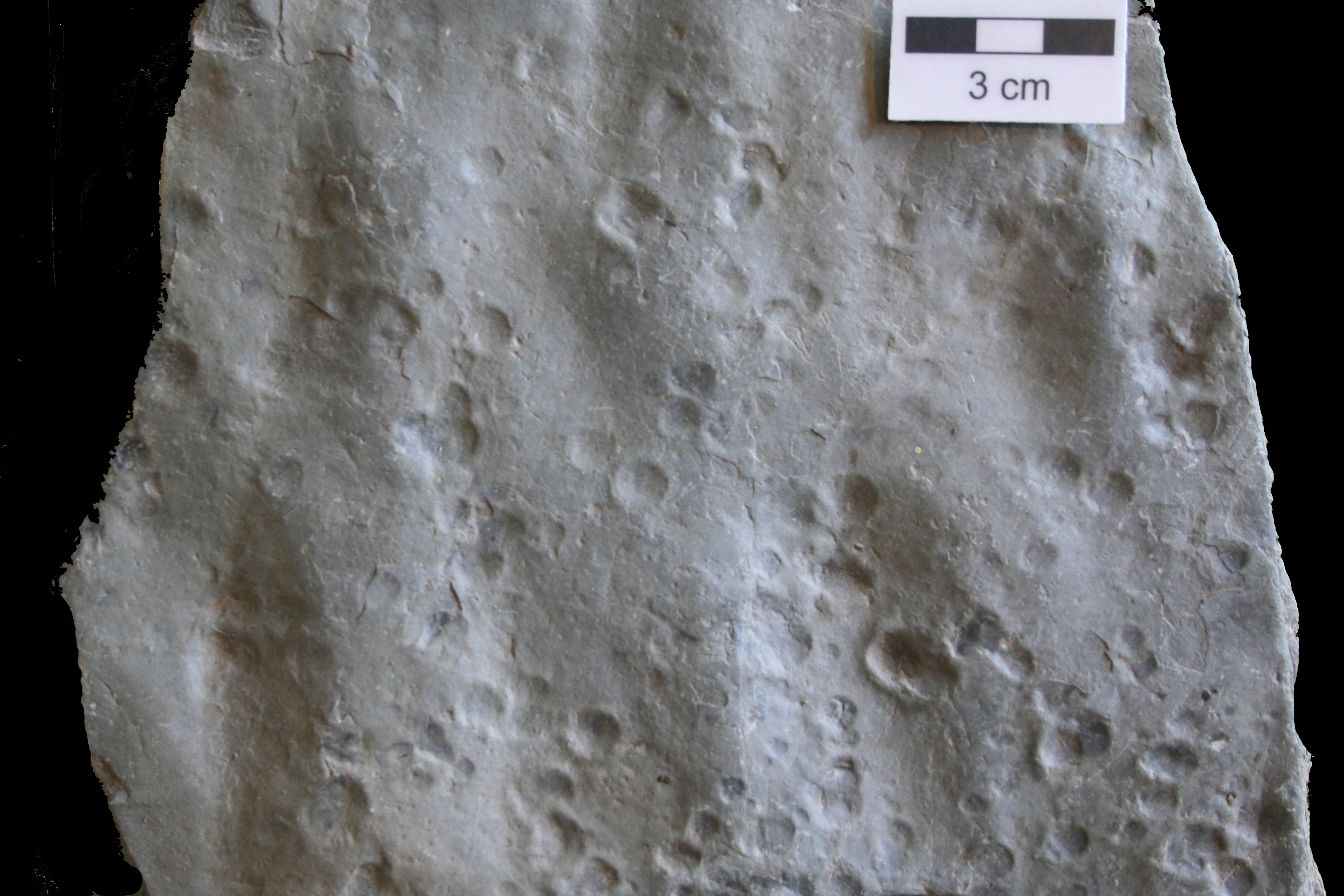
طبعات قطرات الماء الأحفورية على الجزء العلوي من الأحجار الرملية المموجة من تشكيلة هوتون بلاف (نهر الميسييسبي)، بالقرب من أفون بورت، نوفا سكوتيا

طبعات قطرات المطر هي إحدى السمات الجيولوجية التي تتميز بوجود حفر صغيرة تشبه فوهة البركان بحواف ذات ارتفاع طفيف تشكلت نتيجة لتأثير هطول المطر على الأسطح المترسبة الناعمة. وتوجد بعض البنى الرسوبية التي تتمتع بشكل مماثل لطبعات قطرات المطر.

## الوصف

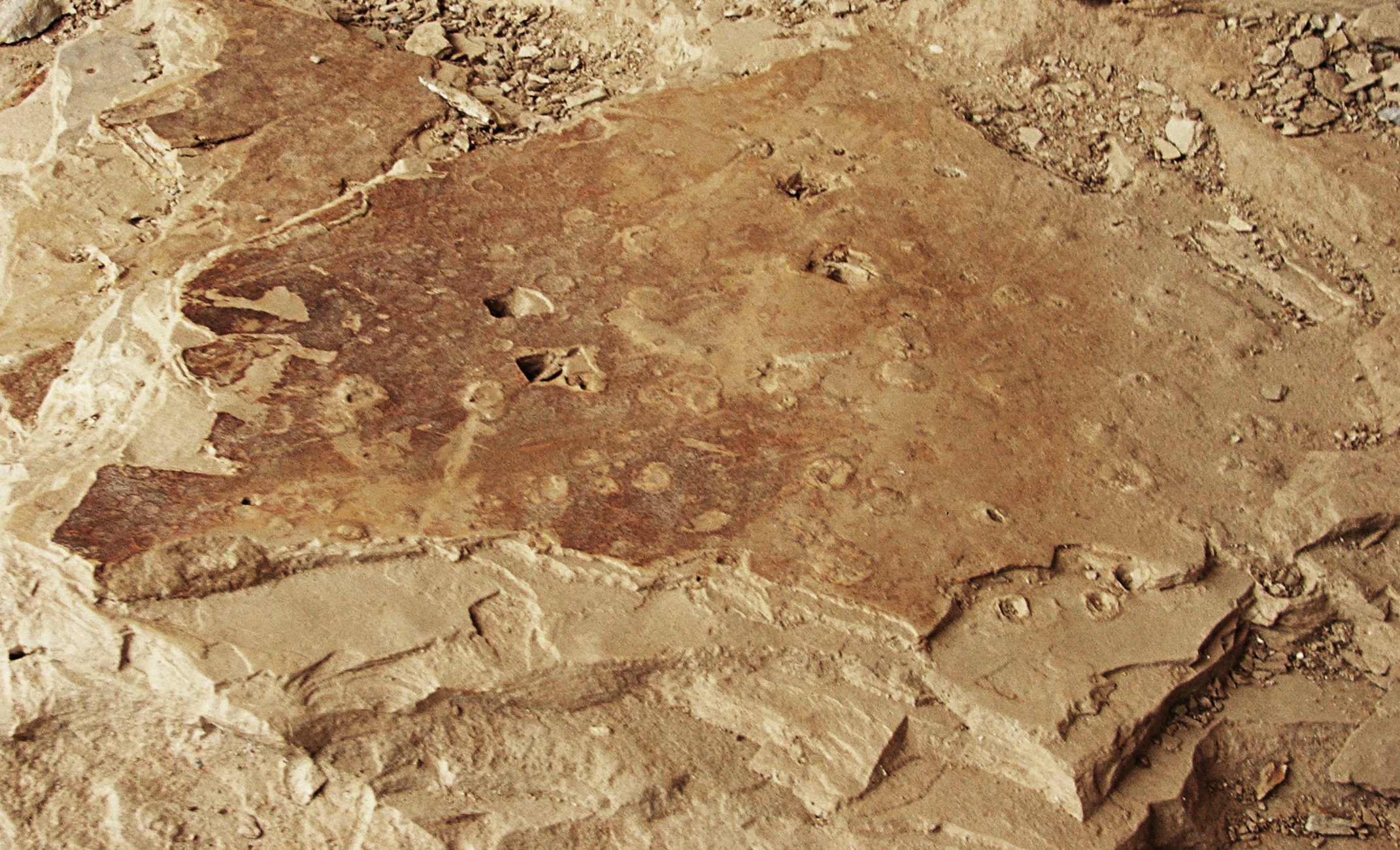
قطرات المطر الأحفورية

لا يبلغ سمك طبعات قطرات المطر سوى ملليمترات قليلة، ولا يتجاوز قطره سنتيمتر واحد. وقد تكوّن قطرات المطر طبعات مبعثرة ومنتشرة على مساحة واسعة، أو متقاربة إلى حد كبير على السطح المترسب.
قد تأخذ طبعات قطرات المطر شكل فوهة البركان الصغيرة أو تظهر في صورة تحاديب صغيرة مرتفعة. فإذا كانت العينة ذات بنية تشبه فوهة البركان، فيكون الجزء العلوي من العينة هو الجزء الذي عُرض لأن المطر كان قد تساقط عليه متسببًا في حدوث هذه الفجوات. وإذا كانت العينة ذات تحاديب صغيرة بارزة، فيكون الجزء السفلي منها هو المعروض. وفي هذه الحالة، تكون طبعات قطرات المطر قد تشكلت في السطح الرسوبي، والتي تبعها فيما بعد مزيد من التراكمات الرسوبية التي ملأت هذه الطبعات، لينتج عنها ما يبدو وكأنه تحاديب بارزة على الجزء الخلفي للطبقة العليا.

## تفسيرات أخرى لهذه الظواهر
لا يعد تساقط المطر هو التفسير الوحيد لهذه الظاهرة الجيولوجية، ولا يمكن الجزم بأن جميع «طبعات قطرات المطر» قد تشكلت على أثر تساقط قطرات المطر. وتتضمن الاعتراضات على أن أصلها قطرات المطر ما يلي:
1. أثناء هطول المطر، تغطي قطراته السطح بأكمله، وفي هذه الحالة تكون طبعات قطرات المطر مبعثرة بوجه عام، وعددها قليل.
2. نظرًا لأن المطر يتساقط «في كل مكان»، فينبغي أن تحدث طبعات قطرات المطر بالتساوي على الأسطح التي تشبه الرمال والوحل، وعلى الرغم من ذلك فلا تقتصر الأمثلة في السجل الجيولوجي إلا على الطبعات المتكونة في الصخور دقيقة الحبيبات.
3. حتى عندما تتكون طبعات قطرات المطر على الوحل أثناء هطوله، فإن استمرار تساقط المطر يمحوها في النهاية، تاركًا السطح الذي لا يساعد في الاحتفاظ بمزيد من الطبعات.
4. من الممكن تفسير العديد من الأمثلة الواردة بوصفها طبعات حديثة أو قطرات مطر أحفورية بأنها ناتجة عن فقاعات هواء ترتفع خلال الوحل.
5. وتعتمد خصائص الطبعة على العديد من المتغيرات التي لا يمكن استخدامها بطريقة مقنعة لإظهار أنها تشكلت بفعل تساقط قطرات المطر على وجه الخصوص.[3]

حتى يمكن الاحتفاظ بطبعات قطرات المطر في السجل الصخري، يجب أن تكون الطبعة قد تشكلت قرب انتهاء تساقط المطر. ويفسر العدد المنخفض لارتطام حبات المطر بالصخور في هذا الوقت الأنماط المتناثرة من الطبعات، والتشبع النوعي للصخور الرسوبية.
من الصعب التفريق بين الطبعات الفعلية التي تسبب بها المطر وغيرها من المصادر مثل خروج فقاقيع الغاز، أو التقطر من أي سطح آخر، لأن البِنى التي تم الاحتفاظ بها تشترك في نفس الخصائص.